# 紀元前4年
紀元前4年（きげんぜん4ねん）。天文学的紀年法では、西暦 -3年（マイナス3年）。平年。
ユリウス暦制定（紀元前45年）直後の混乱により、紀元前6年から紀元7年まで13年間にわたって、3回分（紀元前5年、紀元前1年、紀元4年）の閏年を停止したため、紀元前4年は平年であったと推定されている（ユリウス暦#運用）。

## 他の紀年法
- 天文学的紀年法：西暦-3年
- 干支 : 丁巳
- 日本
  - 垂仁天皇26年
- 中国
  - 前漢 : 建平3年
- 朝鮮
  - 高句麗 : 瑠璃明王16年
  - 新羅 : 赫居世54年
  - 百済 : 温祚王15年
  - 檀紀2330年
- 仏滅紀元 : 540年
- ユダヤ暦 : 3757年 - 3758年

## できごと
- ユダヤ王国（古代イスラエル）のヘロデ大王が没し、王国は四分割（テトラルキア）され息子達に分配される。
  - ヘロデ・アルケラオスがユダヤを、ヘロデ・アンティパスがガリラヤとペレアを、フィリポス2世がガウラニティス、バタネア、トラコニティスなどシリア南部を受け継いだ。
- 前漢 建平3年正月、皇太后御所の桂宮正殿火災。呪詛の罪で東平王雲粛清（自殺）。連座して御史大夫王崇を大司農に左遷。
- 『日本書紀』によると、この年に伊勢神宮・皇大神宮（内宮）が現在地に鎮座したとされる。

## 誕生
- ナザレのイエス誕生。ヘロデ大王（紀元前4年没）の治世の末期に生まれたとされることから、近代の研究では紀元前7年頃から紀元前4年頃を誕生年と推定している。
- ルキウス・アンナエウス・セネカ、哲学者

## 死去
- ヘロデ大王、ユダヤ王国の王
- マルクス・トゥッリウス・ティロ、キケロの解放奴隷で速記法の発明者とされる
- 平当、前漢の丞相。